# 下条村 (新潟県南蒲原郡)
下条村（げじょうむら）は、かつて新潟県南蒲原郡に存在した村。

## 沿革
- 1889年（明治22年）4月1日 - 町村制施行に伴い、南蒲原郡下条村、天神林村が合併し、下条村が成立。
- 1954年（昭和29年）3月10日 - 南蒲原郡加茂町に編入され消滅。加茂町は即日市制施行し加茂市となる。